# Maison Gaugiran
La maison Gaugiran est une maison gothique médiévale de Cordes-sur-Ciel, une commune du Tarn. Elle est classée monument historique depuis le 14 mai 1923.

## Origine
C'est une maison construite au Moyen Âge par une riche famille cordaise. Elle fait partie des édifices qui ont valu au village de Cordes-sur-Ciel le surnom de la « cité aux cent ogives » pour sa grande proportion d'édifices civils gothiques.

## Description
Comme toute maison gothique, elle possède trois étages.
Au rez-de-chaussée, elle est ouverte sur quatre arcades en ogive. Au premier étage, huit baies géminées sont disposées en deux groupes de 2. Le second étage est la copie du premier, les ouvertures étant alignées en hauteur.
La cour intérieure est remarquable par son escalier en bois sui relie la cour aux galeries des étages. A l'exception de l'escalier remanié, cette disposition reflète bien le type de communication entre les pièces eu Moyen Âge.

## Fonction actuelle
Appartenant à l'état qui voulait s'en défaire, la maison a été achetée en 2008 par la commune de Cordes. À la suite du classement de Cordes parmi les grands sites Midi-Pyrénées, le village devait se doter d'un office de tourisme d'excellence. La maison Gaugiran a été retenue pour l'abriter. Sous la surveillance de l'architecte des Bâtiments de France, des aménagements ont été menés. Ils ont respecté tous les éléments anciens et les adaptations du lieu à sa mission actuelle ont été faites dans le but d'être réversible, et, le cas échéant, rendre la maison comme elle était initialement.

## Sources